# Stadion Miejski im. płk. Franciszka Hynka w Gnieźnie
Stadion Miejski im. płk. Franciszka Hynka – stadion żużlowy znajdujący się w Gnieźnie przy ul. Wrzesińskiej 25.
Na stadionie odbywają się  lub odbywały co roku następujące imprezy: Memoriał im. Marcina Rożaka i Grzegorza Smolińskiego (od 1979 roku), Turniej o Koronę Bolesława Chrobrego (od 2008 roku), Puchar Rzemiosła (już nieistniejący), Puchar Polanex (też nieistniejący).

## Główne imprezy żużlowe na stadionie
- 1963

8 października – Międzynarodowy Trójmecz towarzyski:  Polska 44 pkt.,  ZSRR 25 pkt.,  Czechosłowacja 21 pkt.
- 1966

Testmecz międzypaństwowy:  Polska –  Czechosłowacja 39:39
- 1969

30 maja – Pierwsza runda finałowa Srebrnego Kasku – (wygrał Antoni Fojcik z ROW Rybnik)
- 1971

9 października – Międzynarodowy turniej towarzyski – (wygrał  Anatolij Kuźmin)
- 1972

11 maja – Pierwsza runda finałowa Srebrnego Kasku – (wygrał Andrzej Tkocz z ROW Rybnik)
- 1973

17 maja – Testmecz międzypaństwowy juniorów:  Polska –  Wielka Brytania 70:36

9 sierpnia – Czwarta runda finałowa Srebrnego Kasku – (wygrał Andrzej Jurczyński z Włókniarza Częstochowa)
- 1975

15 maja – Druga runda finałowa Srebrnego Kasku – (wygrał Stanisław Nocek z Motoru Lublin)

4 października – Testmecz międzypaństwowy:  Polska –  ZSRR 38:40
- 1979

15 maja – Finał MPPK – (wygrał Falubaz Zielona Góra)
- 1980

14 sierpnia – Pierwsza runda finałowa MDMP – (wygrał Falubaz Zielona Góra)
- 1981

8 sierpnia – Testmecz międzypaństwowy:  Polska –  Czechosłowacja 42:48
- 1982

12 sierpnia – Turniej międzynarodowy towarzyski: – (wygrał  Henryk Olszak)
- 1983

26 czerwca – Finał MIMP – (wygrał Piotr Pawlicki z Unii Leszno)

24 września – Turniej indywidualny „Puchar Start Gniezno” – (wygrał Edward Jancarz ze Stali Gorzów Wielkopolski)
- 1985

24 sierpnia – Turniej pożegnalny legendarnego żużlowego Ivana Maugera – (wygrał  Roman Jankowski)
- 1986

11 września – Druga runda finałowa Brązowego Kasku – (wygrał Piotr Świst ze Stali Gorzów Wielkopolski)

18 września – Trzecia runda finałowa Złotego Kasku – (wygrał Ryszard Dołomisiewicz z Polonii Bydgoszcz)
- 1987

20 czerwca – Finał IPP – (wygrał Wojciech Żabiałowicz z Apatora Toruń)

26 lipca – Druga runda finałowa Srebrnego Kasku – (wygrał Cezary Owiżyc ze Stali Gorzów Wielkopolski)
- 1988

15 września – Druga runda finałowa Złotego Kasku – (wygrał Jan Krzystyniak z Unii Leszno)
- 1989

12 sierpnia – Pierwsza runda finałowa Brązowego Kasku – (wygrał Janusz Ślączka ze Stali Rzeszów)
- 1990

kwiecień – Testmecz międzypaństwowy:  Polska –  Szwecja 36:72
- 1991

18 września – Pierwsza runda finałowa Brązowego Kasku – (wygrał Adam Łabędzki z Unii Leszno)
- 1995

5 sierpnia – Turniej indywidualny „10-lecie startów Jacka Gomólskiego i Tomasza Fajfera” – (wygrał  Antonín Kasper)

8 października – Międzynarodowy Turniej Lech Premium Cup – (wygrał  Hans Nielsen)

15 października – Turniej indywidualny „O Puchara Prezesa Startu Gniezno” – (wygrał Tomasz Fajfer ze Startu Gniezno)
- 1996

23 maja – Finał MPPK – (wygrał Polonia Bydgoszcz)

28 lipca –  Turniej indywidualny „Benefis Antonína Kaspera” – (wygrał Roman Jankowski z Unii Leszno)

20 października –  Turniej indywidualny „40-lecie Start Gniezno” – (wygrał Tomasz Gollob z Polonii Bydgoszcz)

26 października –  Gwiazda mecz: Północ – Południe 69:21
- 1997

29 kwietnia – Finał: eliminacje polskie na IMŚJ – (wygrał Grzegorz Walasek z ZKŻ Zielona Góra)

15 czerwca –  Turniej indywidualny „15-lecie startów Ryszarda Franczyszyna” – (wygrał Adam Fajfer ze Startu Gniezno)

13 lipca – Półfinał IMŚJ – (wygrał  Rafał Dobrucki)

23 sierpnia –  Międzynarodowy turniej indywidualny „Puchar Orła Piastowskiego” – (wygrał  Robert Sawina)

26 października –  Międzynarodowy turniej indywidualny „Puchar 10-lecie startów Roberta Sawiny” – (wygrał  Tomasz Gollob)
- 1998

10 maja – Ćwierćfinał kontynentalny na Grand Prix 1999 – (wygrał  Roman Jankowski)

1 września – Finał MDMP – (wygrał Start Gniezno)
- 1999

4 czerwca – Finał MIMP – (wygrał Rafał Okoniewski ze Stali Gorzów Wielkopolski)

1 sierpnia – Finał IMEJ – (wygrał  Rafał Okoniewski)

23 października – Turniej indywidualny „Puchar Prezydenta Miasta Gniezna” – (wygrał Dawid Kujawa z ZKŻ Zielona Góra)
- 2000

30 września – Międzynarodowy Turniej „Gniezno 2000” – (wygrał  Tomasz Gollob)
- 2004

5 maja – Finał: eliminacje polskie na IME – (wygrał Janusz Kołodziej z Unii Tarnów)
- 2005

5 maja – Finał: eliminacje polskie na IMEJ – (wygrał Marcin Jędrzejewski z Polonii Bydgoszcz)
- 2008

29 czerwca – I Turniej o Koronę Bolesława Chrobrego – (wygrał Rafał Dobrucki z ZKŻ Zielona Góra)
- 2009

23 maja – II Turniej o Koronę Bolesława Chrobrego – (wygrał Greg Hancock z Cognor Włókniarz Częstochowa)
- 2010

29 maja – III Turniej o Koronę Bolesława Chrobrego – (wygrał Tomasz Gollob z Caelum Stal Gorzów)
- 2011

4 czerwca – IV Turniej o Koronę Bolesława Chrobrego – (wygrał Emil Sajfutdinow z Polonii Bydgoszcz).

9 października – Indywidualne Mistrzostwa Świata Juniorów- finał- (mistrzem został Maciej Janowski)
- 2012

2 czerwca – Turniej o Koronę Bolesława Chrobrego – Pierwszego Króla Polski – (wygrał Ryan Sullivan);

1 września – Drużynowe mistrzostwa świata juniorów na żużlu – (wygrała Polska)

## Dojazd do stadionu
Stadion leży przy ulicy Wrzesińskiej. Koło obiektu znajdują się przystanki autobusowe MPK Gniezno. Dojechać można autobusami linii: 3, 4, 11 i 31
- Pieszo:
  - z dworca PKS główny i PKP Gniezno główne około 10 minut drogi pieszo, kierując się na południe miasta ulicą Dworcową, dalej przez Most Dworcowy ul. Wrzesińską
  - z rynku/centrum miasta ulicami Chrobrego, Lecha i Kościuszki lub Dworcową na Wrzesińską, to ok. 25 minut spaceru